# Sauqueville
 Sauqueville  es una población y comuna francesa, en la región de Normandía, departamento de Sena Marítimo, en el distrito de Dieppe y cantón de Offranville.

## Demografía
| 244 | 302 | 303 | 311 | 344 | 369 | 345 | 345 | 365 | 368 | 362 | 368 | 365 | 351 | 366 | 400 | 380 | 355 | 350 | 330 | 351 | 375 | 336 | 324 | 309 | 329 | 338 | 326 | 351 | 323 | 326 | 360 | 360 | 359 | 359 | 356 | 353 | 359 | 366 | 372 | 377 | 384 |
| Para los censos de 1962 a 1999 la población legal corresponde a la población sin duplicidades (Fuente: INSEE [Consultar]) |     |     |     |     |     |     |     |     |     |     |     |     |     |     |     |     |     |     |     |     |     |     |     |     |     |     |     |     |     |     |     |     |     |     |     |     |     |     |     |     |     |